# Obraz Matki Bożej w Trokach

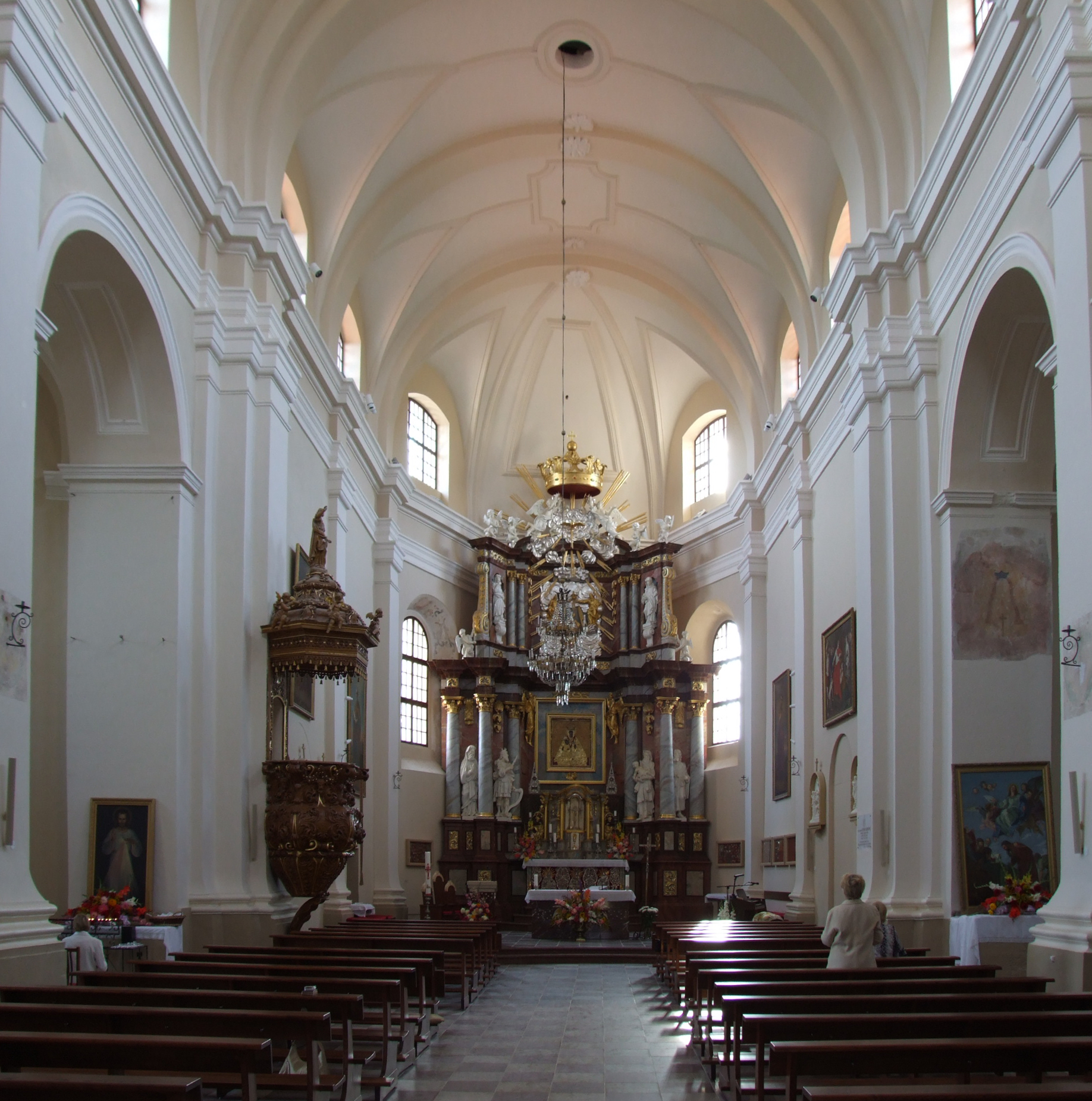
Wnętrze kościoła Nawiedzenia NMP - w ołtarzu głównym widoczny obraz Matki Boskiej Trockiej

Matka Boża Trocka – obraz znajdujący się w głównym ołtarzu kościoła farnego w Trokach na Litwie, przedstawiający Matkę Bożą, która prawą ręką podtrzymuje siedzące na Jej kolanach Dzieciątko Jezus, a w lewej trzyma gałązkę z trzema kwiatami.

## Historia
Obraz pochodzi z II połowy XVI wieku, choć według legendy jest darem cesarza Bizancjum Manuela II dla Witolda z okazji jego chrztu.
4 września 1718, w rok po koronacji Matki Bożej Częstochowskiej, na mocy aktu papieża Klemensa XI biskup wileński Konstanty Kazimierz Brzostowski dokonał koronacji obrazu Matki Bożej Trockiej. Był to drugi wizerunek Matki Bożej koronowany papieskimi koronami na ziemiach Rzeczypospolitej. 
Przed trockim obrazem Matki Bożej modlili się: Stefan Czarniecki, król Jan Kazimierz, król Jan III Sobieski.

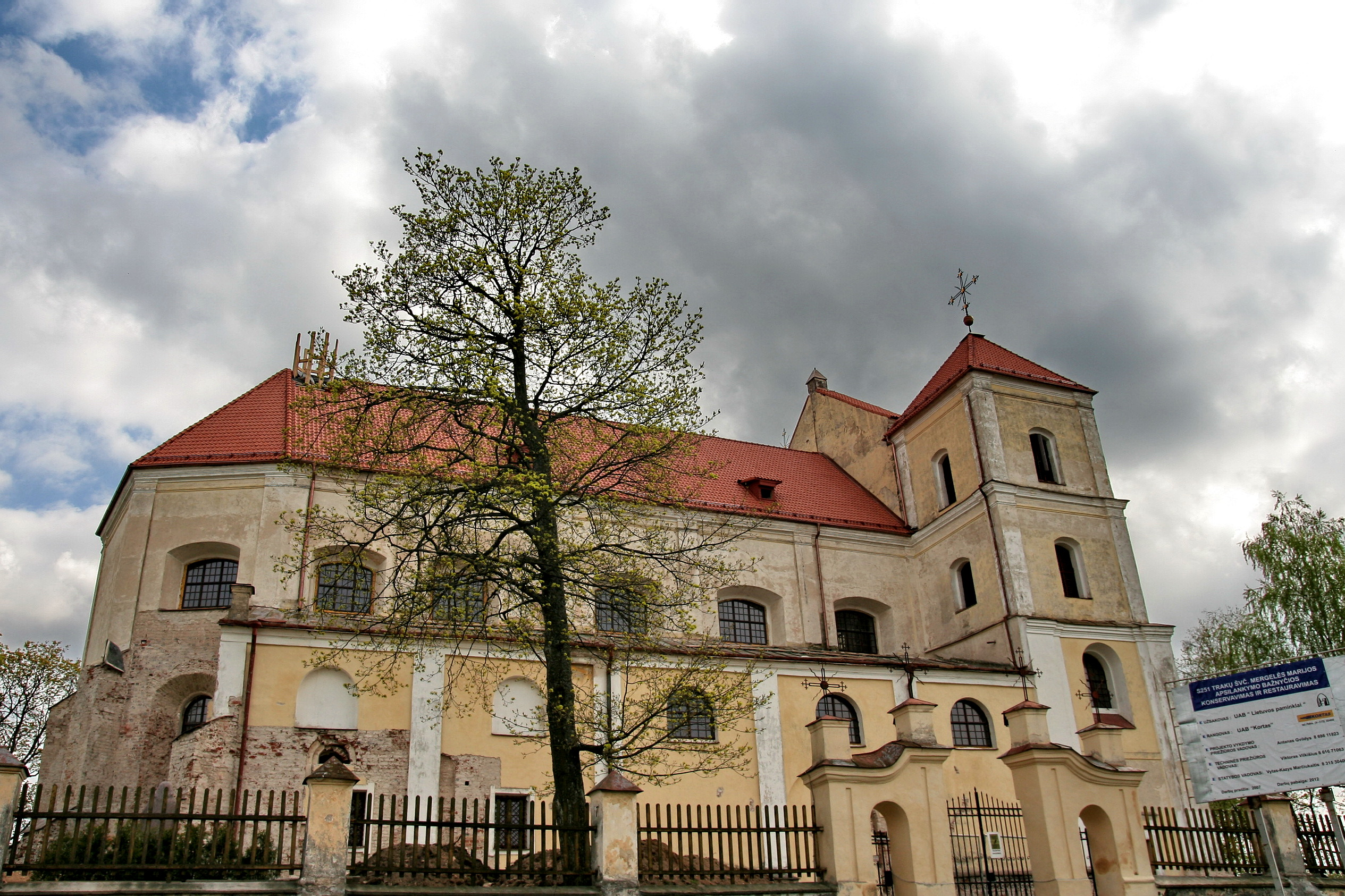
Kościół Nawiedzenia NMP w Trokach, gdzie znajduje się obraz